# باکه، سوئد
باکه (به سوئدی: Backe) یک منطقهٔ مسکونی در سوئد است که در بخش استرومسوند واقع شده‌است. باکه ۱٫۲۶ کیلومتر مربع مساحت و ۵۹۹ نفر جمعیت دارد.